# Baramundi Pool
Der Baramundi Pool ist ein See im Norden des australischen Bundesstaates Western Australia. 
Der See liegt im Verlauf des Leopold River.